# Thuận Hạnh
Thuận Hạnh là một xã thuộc huyện Đắk Song, tỉnh Đắk Nông, Việt Nam.

## Địa lý
Xã Thuận Hạnh nằm ở phía bắc huyện Đắk Song, có vị trí địa lý:
- Phía đông giáp các xã Nam Bình và Đắk Hòa
- Phía tây giáp Campuchia
- Phía nam giáp các xã Thuận Hà và Nam Bình
- Phía bắc giáp huyện Đắk Mil và Campuchia.

Xã có diện tích 74,01 km², dân số năm 2007 là 6.321 người, mật độ dân số đạt 85 người/km².

## Hành chính
Xã Thuận Hạnh được chia thành 11 thôn: Thuận Bắc, Thuận Bình, Thuận Hải, Thuận Hoà, Thuận Lợi, Thuận Nam, Thuận Nghĩa, Thuận Tân, Thuận Thành, Thuận Tình, Thuận Trung.

## Lịch sử
Trước đây, Thuận Hạnh là một xã thuộc huyện Đắk Mil.
Ngày 24 tháng 3 năm 1998, Chính phủ ban hành Nghị định 18/1998/NĐ-CP. Theo đó, thành lập xã Đắk Song trên cơ sở 11.745 ha diện tích tự nhiên và 2.936 người của xã Thuận Hạnh.
Sau khi điều chỉnh địa giới hành chính, xã Thuận Hạnh còn lại 9.537 ha diện tích tự nhiên và 3.000 người.
Ngày 21 tháng 6 năm 2001, Chính phủ ban hành Nghị định 30/2001/NĐ-CP. Theo đó, chuyển xã Thuận Hạnh về huyện Đắk Song mới thành lập.
Ngày 18 tháng 10 năm 2007, Chính phủ ban hành Nghị định 155/2007/NĐ-CP. Theo đó, thành lập xã Thuận Hà trên cơ sở điều chỉnh 2.448 ha diện tích tự nhiên và 2.743 người của xã Đắk Song, 390 ha diện tích tự nhiên và 188 người của xã Đắk N'Drung, 2.805 ha diện tích tự nhiên và 722 người của xã Thuận Hạnh.
Sau khi điều chỉnh địa giới hành chính, xã Thuận Hạnh còn lại 7.401 ha diện tích tự nhiên và 6.321 người.
Ngày 30 tháng 9 năm 2019, Hội đồng Nhân dân tỉnh Đắk Nông ban hành Nghị quyết 24/NQ-HĐND về việc:
- Sáp nhập một phân thôn Thuận Tiến vào một phần thôn Thuận Tân
- Sáp nhập phần còn lại của hai thôn Thuận Tiến và Thuận Tân vào một phần thôn Thuận Thành
- Sáp nhập một phần của hai thôn Thuận Hưng và Thuận Đồng vào thôn Thuận Hải
- Sáp nhập phần còn lại của hai thôn Thuận Hưng và Thuận Đồng vào thôn Thuận Tình
- Sáp nhập phần còn lại của Thôn Thuận Thành vào thôn Thuận Hòa.